# Лоссікюла
Ло́ссікюла (ест. Lossiküla) — село в Естонії, у волості Отепяе повіту Валґамаа.

## Населення
Чисельність населення на 31 грудня 2011 року становила 79 осіб.

## Історія
До 21 жовтня 2017 року село входило до складу волості Санґасте повіту Валґамаа.

## Пам'ятки
- Замок Санґасте (Sangaste loss), пам'ятка архітектури 19-го ст.[2]
- Парк маєтку Санґасте[3]

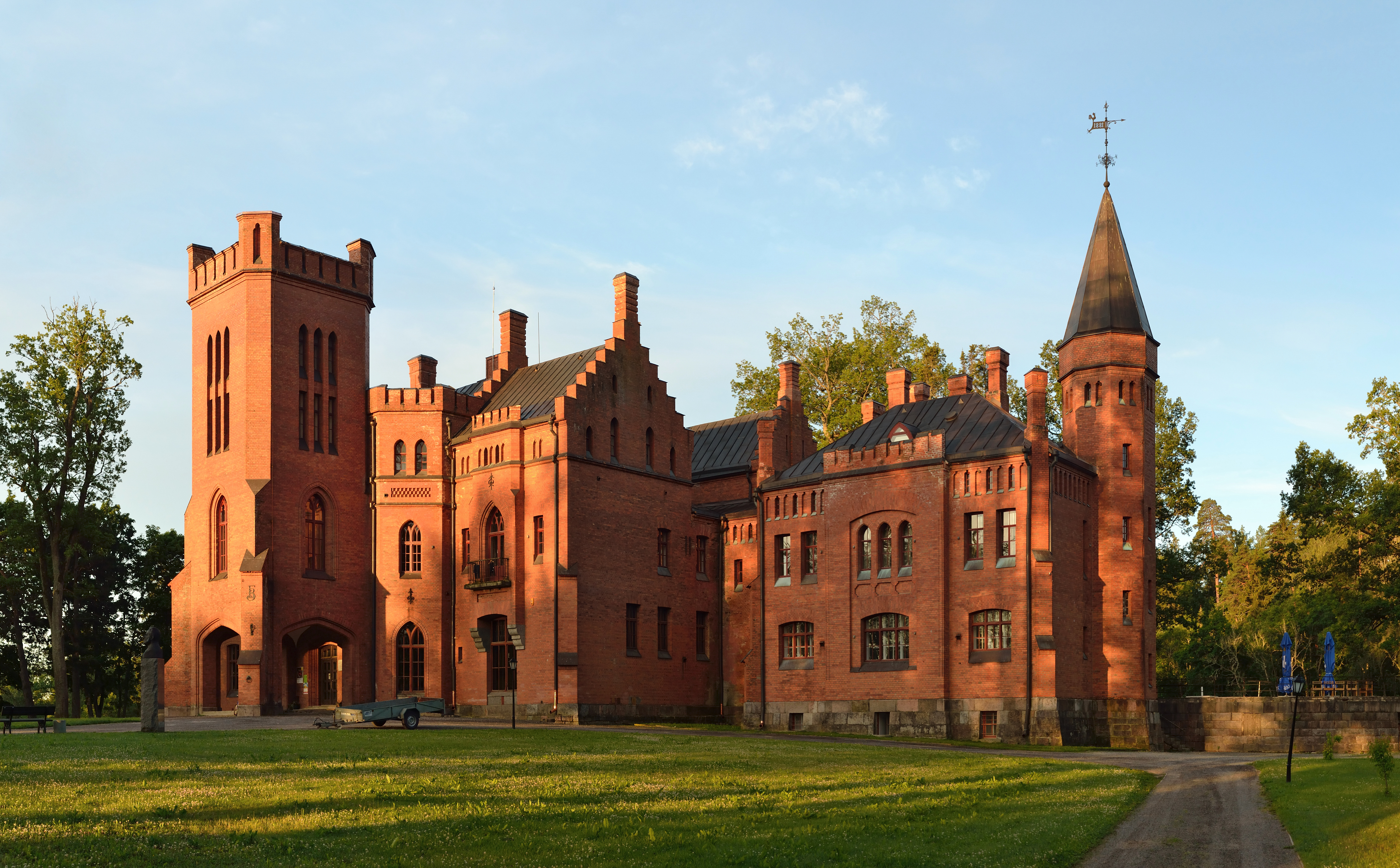
Замок (головний будинок маєтку)
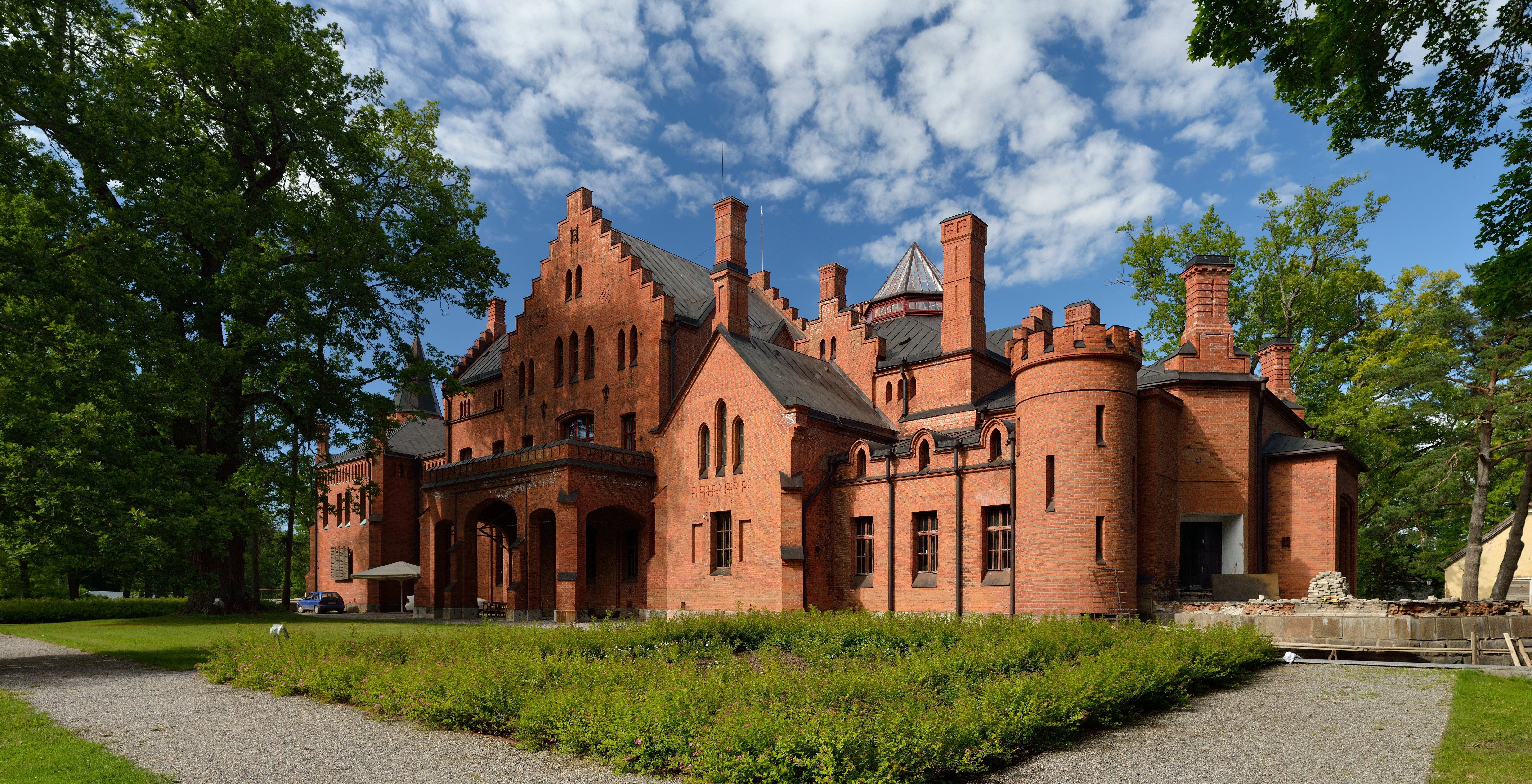
Замок